# Vlachy (okres Liptovský Mikuláš)
Vlachy jsou obec na Slovensku v okrese Liptovský Mikuláš. Obec má asi 601 obyvatel. Součástí obce jsou vesnice Vlachy, Vlašky a Krmeš a katastrální území Sokolče.
První písemná zmínka o obci pochází z roku 1262. Dominantou obce je renesančně-barokní zámek (kaštieľ) ze 16. století. V obci je moderní římskokatolický kostel Navštívení Panny Marie.